# Hällbacken
Hällbacken is een gehucht binnen de Zweedse gemeente Arjeplog. Het dorpje is gelegen aan de weg vanuit Arjeplog en Laisvall naar Adolfström. Het dorp is ontstaan rond 1837 toen zich hier nieuwe werknemers vestigden voor de smelterij in Adolfström.
Bestuurscentrum: Arjeplog (tätort)
Småort: Laisvall · Slagnäs
Overig: Adolfström · Gautosjö · Hällbacken · Jäkkvik · Kasker · Kurrokvejk · Laisvall by · Luokta-Mavas · Maskaur · Mellanström · Miekak · Örnvik · Racksund · Semisjaur-Njarg · Ståkke · Svaipa · Tjärnberg · Västra Kikkejaur